# Oegrische talen
De Oegrische talen vormen een subgroep van de Fins-Oegrische talen. De naam is afkomstig van Joegra, de oude naam van Chanto-Mansië. De groep van de Oegrische talen bestaat uit drie talen: het Hongaars en de Ob-Oegrische talen: het Wogoels (Mansi) en het Ostjaaks (Chanti). De gemeenschappelijke voorouder van de Oegrische talen werd vermoedelijk vanaf het einde van het derde millennium tot de eerste helft van het eerste millennium voor Chr. in West-Siberië gesproken.
De sprekers van de Oegrische talen worden de Oegrische volkeren genoemd.

## Onderverdeling
- Fins-Oegrische talen
  - Oegrische talen
    - Hongaars
    -  Ob-Oegrische talen
      - Ostjaaks of Chanti(sch)
      -  Wogoels of Mansi(sch)

  -  Fins-Permische talen